# Dobříkov
Dobříkov (deutsch Dobrikau, 1940–1945: Dobschikau) ist eine Gemeinde in Tschechien. Sie liegt sechs Kilometer nördlich von Vysoké Mýto und gehört zum Okres Ústí nad Orlicí.

## Geographie

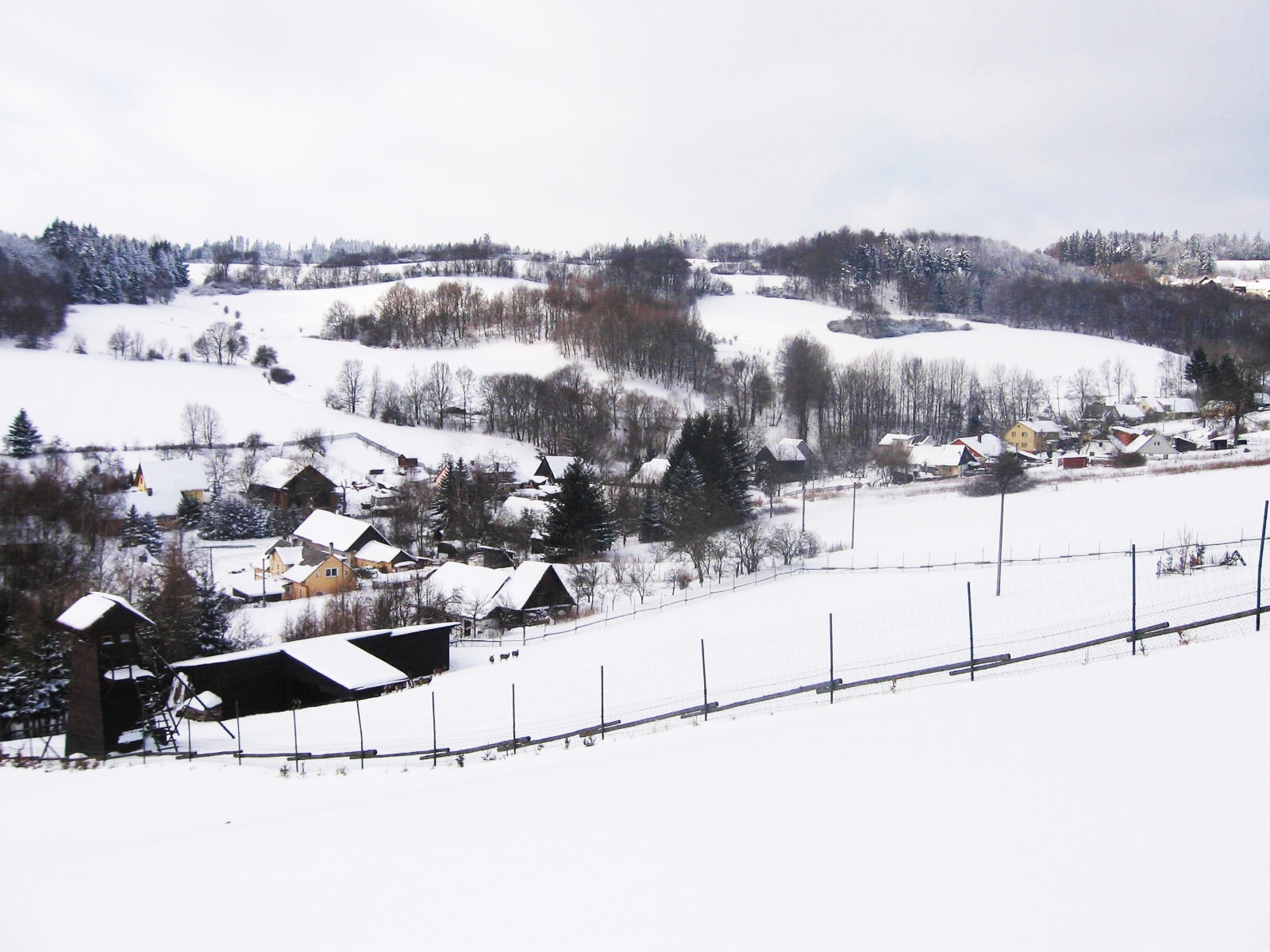
Ortsansicht

Dobříkov befindet sich rechtsseitig der Loučná auf der Choceňská tabule (Chotzener Tafel). Durch den Ort führt die Staatsstraße II/315 zwischen Týnišťko und Choceň; südlich des Dorfes verläuft die Bahnstrecke Česká Třebová–Praha. Im Norden erhebt sich die Kopanina (325 m n.m.), nordöstlich die U Spáleniska (331 m n.m.) und der Čertův dub (352 m n.m.).
Nachbarorte sind Dolní Jelení, Rousínov und Prochody im Norden, Újezd u Chocně, Chloumek und Darebnice im Nordosten, Hluboká und Sruby im Osten, Slatina im Südosten, Šnakov und Zámrsk im Süden, Janovičky und Nádraží Zámrsk im Südwesten, Týnišťko und Rzy im Westen sowie Vysoká u Holic, Ostřetín und Horní Jelení im Nordwesten.

## Geschichte
Dobříkov wurde in der ersten Hälfte des 14. Jahrhunderts gegründet. Die erste schriftliche Erwähnung erfolgte im Jahre 1356, als Pysko von Dobříkov bei der Einsetzung eines Richters in Choceň durch Heinrich Pykna von Lichtenburg und dessen Sohn Ješek als Zeuge auftrat. Einer der nachfolgenden Besitzer des Hofes Dobříkov war Jan Těchlovec von Dobříkov, der 1415 auf dem Beschwerdebrief böhmischer und mährischer Adliger gegen die Verbrennung von Jan Hus zeichnete. Jan Těchlovec verkaufte den Hof an seinen Schwiegersohn Jan Talafús von Ostrov, der ihn 1463 an Hynek von Malejov veräußerte. Dieser wurde zum Stammvater des Geschlechts der Dobříkovský von Malejov. Den Herrenhof Dobříkov ließ er abtragen und eine turmartige Feste errichten. Die Feste wurde 1496 als Sitz von Hyneks Sohn Jan Dobříkovský von Malejov erstmals erwähnt. Am Übergang vom 16. zum 17. Jahrhundert ließ der Chrudimer Kreishauptmann Vilém Dobříkovský von Malejov die Feste zu einem Renaissanceschloss umbauen. Nach der Schlacht am Weißen Berg wurde der Besitz des Protestanten Vilém Dobříkovský konfisziert und 1623 an Albrecht von Waldstein verkauft. Dieser erwarb wenig später auch das benachbarte Gut Zámrsk, vereinigte Dobříkov mit diesem und verkaufte das Gut noch im selben Jahre an Vinzenz Muschinger von Gumpendorf. Nach dessen Tod wurde Dobříkov 1628 wieder von Zámrsk abgetrennt und an Theresia Margarethe von Schönkirchen verkauft. Zum Ende des 17. Jahrhunderts wechselten die Besitzer des Gutes in rascher Folge. Danach erwarben die Grafen von Kolowrat-Liebsteinsky auf Zámrsk das Gut Dobříkov und vereinigten es Ende 1704 in der Landtafel zu einem Allodialgut Dobřikau. Herrschaftssitz war jedoch das neue Schloss Zámrsk, das Schloss Dobříkov wurde dem Verfall preisgegeben. Um 1750 gelangte das Gut an die Grafen von Bubna und Lititz. Im Jahre 1772 war das Schloss Dobříkov nur noch eine unbedachte Ruine mit durchgebrochenen Decken. Josepha von Bubna und Lititz verkaufte das Allodialgut Dobřikau 1780 an Georg Jenik Zásadský, Ritter von Gamsendorf, der es seinem Neffen Dionys vererbte. Dieser ließ zu Beginn des 19. Jahrhunderts die Schlossruine abbrechen und in einem Teil der Mauern der alten Feste ein ebenerdiges Jägerhaus mit Mansarddach errichten. Im Jahre 1805 wurde das Dorf von Vysoké Mýto nach Zámrsk umgepfarrt. Dionys Jenik Zásadský von Gamsendorf vererbte das Gut seinem Sohn Friedrich.
Im Jahre 1835 bestand das im Chrudimer Kreis gelegene Dorf Dobřikau bzw. Dobřikow aus 72 Häusern, in denen 414 Personen lebten. Im Ort gab es einen Meierhof, ein Försterhaus, eine Mühle mit Ölstampfe sowie ein Einkehrhaus. In der Umgebung waren noch Spuren früheren Eisenerzbergbaus erkennbar. Pfarrort war Zamrsk. Bis zur Mitte des 19. Jahrhunderts blieb Dobřikau dem Allodialgut Zamrsk untertänig.
Nach der Aufhebung der Patrimonialherrschaften bildete Dobříkov ab 1849 mit dem Ortsteil Rzy eine Gemeinde im Gerichtsbezirk Hohenmauth. Ab 1868 gehörte die Gemeinde zum politischen Bezirk Hohenmauth. 1869 hatte Dobříkov 429 Einwohner und bestand aus 80 Häusern. Im Jahre 1900 lebten in dem Dorf 472 Menschen, 1910 waren es 445. Rzy löste sich 1906 los und bildete eine eigene Gemeinde. Im Jahre 1930 hatte Dobříkov 455 Einwohner. Seit 1960 gehört die Gemeinde zum Okres Ústí nad Orlicí. Am 14. Juni 1964 wurde Rzy wieder eingemeindet. Beim Zensus von 2001 lebten in den 160 Häusern von Dobříkov 377 Personen.

## Gemeindegliederung
Die Gemeinde Dobříkov besteht aus den Ortsteilen Dobříkov (Dobrikau) und Rzy, die zugleich auch Katastralbezirke bilden.

## Sehenswürdigkeiten

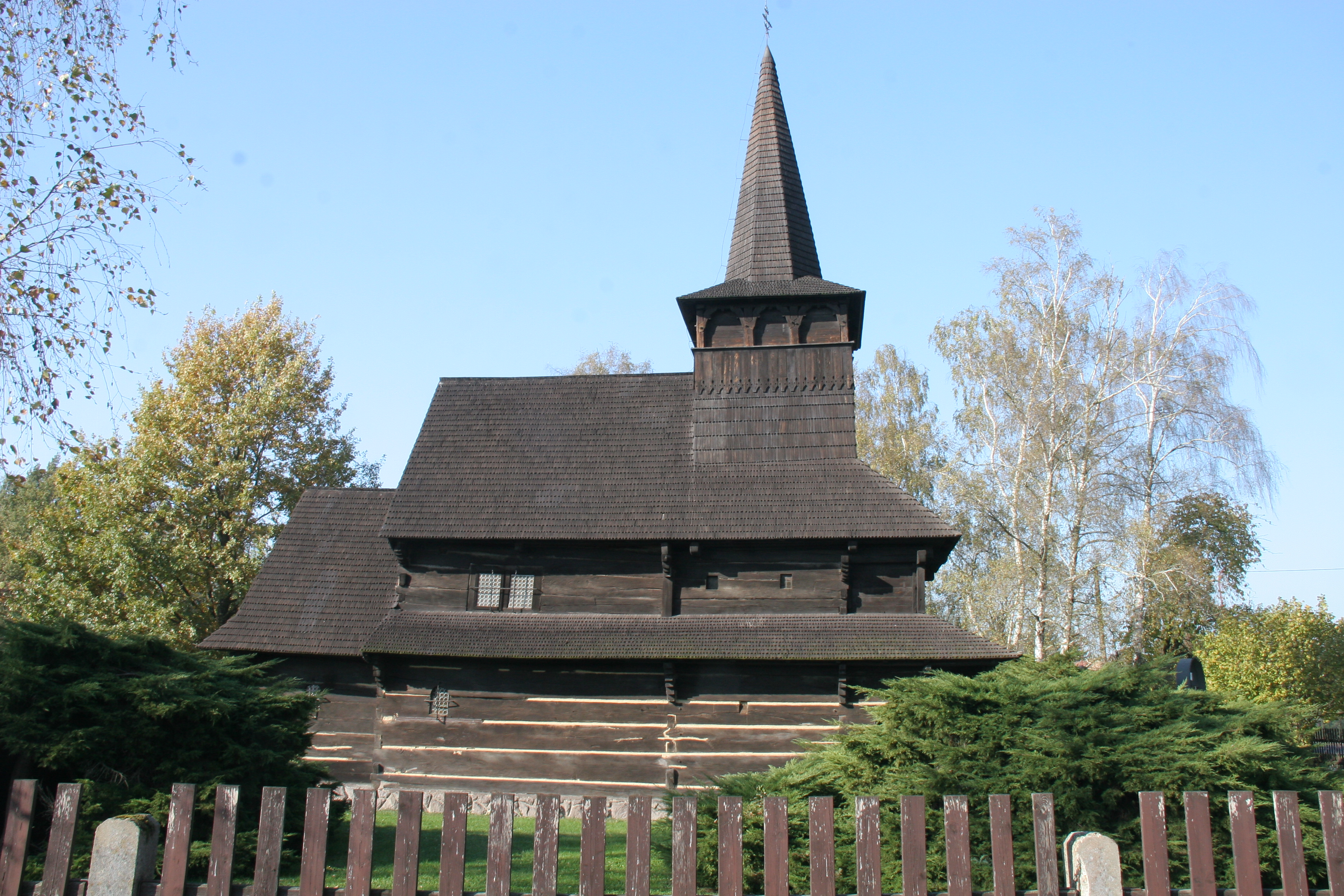
Holzkirche Allerheiligen

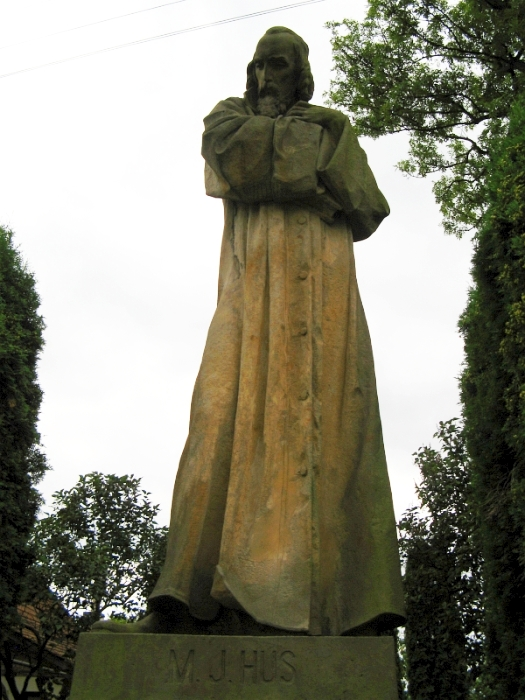
Jan-Hus-Statue

- Holzkirche Allerheiligen, sie wurde in der zweiten Hälfte des 17. Jahrhunderts in dem ruthenischen Dorf Welyka Kopanja errichtet und 1857 nach Cholmowez umgesetzt. 1927 kaufte der Politiker Václav Klofáč die Kirche und ließ sie 1930 nach Dobříkov umsetzen, wo sie zusammen mit dem Jan-Hus-Denkmal geweiht wurde
- Jan-Hus-Denkmal, errichtet 1930
- Burgstall „Na Valech“ mit der Villa Klofáč, dem ehemaligen Forsthaus (Haus Nr. 68), Wällen, einem Graben, Keller und einem Altan. 1997 wurde im Forsthaus ein Denkmal für Václav Klofáč aufgestellt.
- Gedenkstein für die Gefallenen des Ersten Weltkrieges
- Gedenkstein für die Gefallenen des Zweiten Weltkrieges
- Gedenkstein für die während der Napoleonischen Kriege gefallenen Russen
- Gusseisernes Kreuz auf hohem Steinsockel

## Persönlichkeiten
- Václav Klofáč (1868–1942), der Politiker lebte seit den 1920er Jahren mit seiner Familie in Dobříkov